# Death Penalty (album)
Death Penalty è l'album di debutto del gruppo musicale britannico Witchfinder General, pubblicato nel 1982.

## Tracce
1. Invisible Hate – 6:05
2. Free Country – 3:10
3. Death Penalty – 5:35
4. No Stayer – 4:25
5. Witchfinder General – 3:51
6. Burning a Sinner – 3:28
7. R.I.P. – 4:04

## Formazione
- Zeeb Parkes - voce
- Phil Cope - chitarra, basso
- Steve Kinsell - batteria